# Noël-Cerneux
Noël-Cerneux est une commune française située dans le département du Doubs, la région culturelle et historique de Franche-Comté et la région administrative Bourgogne-Franche-Comté.
Les habitants de Noël-Cerneux sont appelés les Grélots et Grélottes.

## Géographie
Novel Cerneuf en 1463 ; Nouvel Cerneux en 1531 ; Nouvel Cernu en 1596 ; Nouvel Cerneus en 1631.

### Géologie, relief et hydrographie
La commune de Noël-Cerneux se situe au sein du massif du Jura, dans le sud-ouest du plateau de Maîche, plateau calcaire de moyenne montagne dont l'altitude varie ici entre 888 et 1 082 mètres environ. Elle est traversée au nord par le Ruisseau des Seignes qui y prend sa source et forme ensuite les tourbières et l'étang des Belles Seignes.

### Climat
Pour des articles plus généraux, voir Climat de la Bourgogne-Franche-Comté et Climat du Doubs.
En 2010, le climat de la commune est de type climat de montagne, selon une étude du Centre national de la recherche scientifique s'appuyant sur une série de données couvrant la période 1971-2000. En 2020, Météo-France publie une typologie des climats de la France métropolitaine dans laquelle la commune est exposée à un climat de montagne ou de marges de montagne et est dans la région climatique  Jura, caractérisée par une forte pluviométrie en toutes saisons (1 000 à 1 500 mm/an), des hivers rigoureux et un ensoleillement médiocre. 
Pour la période 1971-2000, la température annuelle moyenne est de 6,9 °C, avec une amplitude thermique annuelle de 16,3 °C. Le cumul annuel moyen de précipitations est de 1 482 mm, avec 13 jours de précipitations en janvier et 11,4 jours en juillet. Pour la période 1991-2020, la température moyenne annuelle observée sur la station météorologique de Météo-France la plus proche, « Le Russey », sur la commune du Russey à 9 km à vol d'oiseau, est de 7,9 °C et le cumul annuel moyen de précipitations est de 1 667,0 mm. 
La température maximale relevée sur cette station est de 36 °C, atteinte le 25 juillet 2019 ; la température minimale est de −32 °C, atteinte le 9 janvier 1985,,. 
Les paramètres climatiques de la commune ont été estimés pour le milieu du siècle (2041-2070) selon différents scénarios d'émission de gaz à effet de serre à partir des nouvelles projections climatiques de référence DRIAS-2020. Ils sont consultables sur un site dédié publié par Météo-France en novembre 2022.

## Urbanisme

### Typologie
Au 1er janvier 2024, Noël-Cerneux est catégorisée commune rurale à habitat dispersé, selon la nouvelle grille communale de densité à 7 niveaux définie par l'Insee en 2022.
Elle est située hors unité urbaine. Par ailleurs la commune fait partie de l'aire d'attraction de Morteau, dont elle est une commune de la couronne,. Cette aire, qui regroupe 21 communes, est catégorisée dans les aires de moins de 50 000 habitants,.

### Occupation des sols
L'occupation des sols de la commune, telle qu'elle ressort de la base de données européenne d’occupation biophysique des sols Corine Land Cover (CLC), est marquée par l'importance des territoires agricoles (67,6 % en 2018), en diminution par rapport à 1990 (68,9 %). La répartition détaillée en 2018 est la suivante : 
prairies (48,2 %), forêts (21,1 %), terres arables (18,8 %), zones humides intérieures (6 %), zones urbanisées (5,3 %), zones agricoles hétérogènes (0,6 %). L'évolution de l’occupation des sols de la commune et de ses infrastructures peut être observée sur les différentes représentations cartographiques du territoire : la carte de Cassini (XVIIIe siècle), la carte d'état-major (1820-1866) et les cartes ou photos aériennes de l'IGN pour la période actuelle (1950 à aujourd'hui).

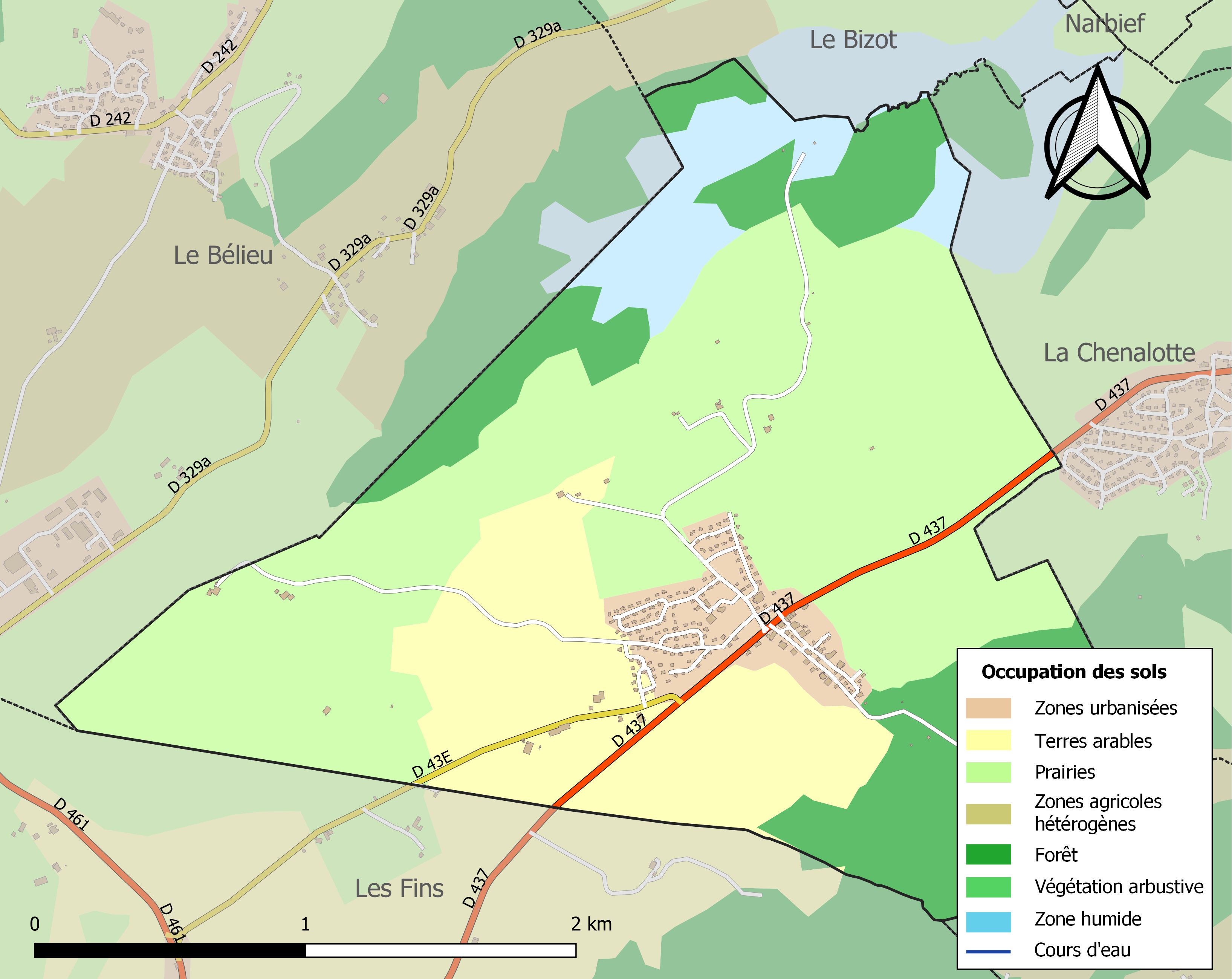
Carte des infrastructures et de l'occupation des sols de la commune en 2018 (CLC).

## Histoire
La communauté s'est développée à la suite de défrichements parallèlement à la frontière entre la France et la Suisse. Cette position, qui plus est sur l'axe Montbéliard - Pontarlier, explique son histoire faite d'invasions et de destructions successives...

## Politique et administration

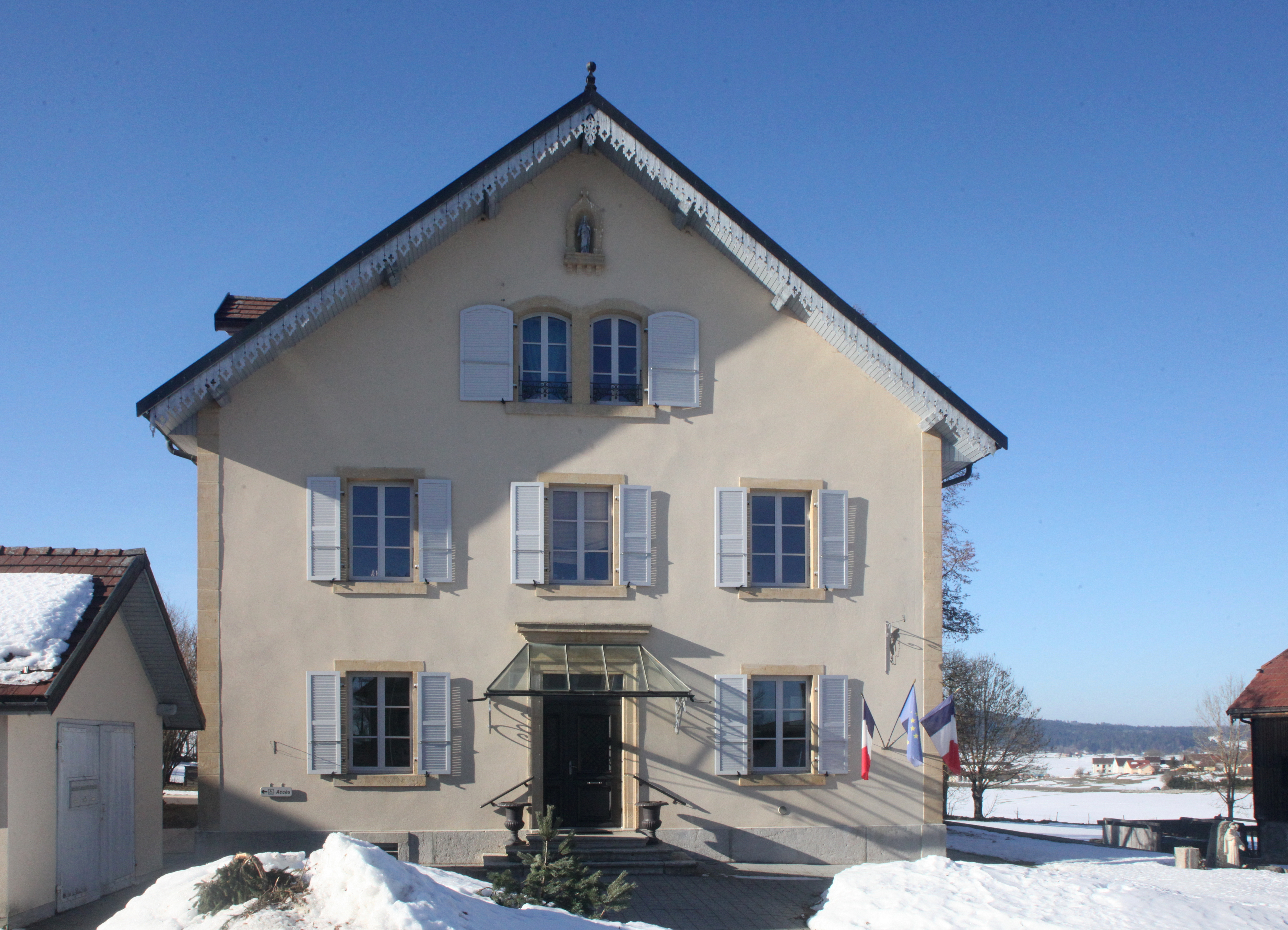
Mairie.

| Période                                  | Période   | Identité        | Étiquette      | Qualité                    |
| ---------------------------------------- | --------- | --------------- | -------------- | -------------------------- |
| mai 1972                                 | mars 2008 | Daniel Balanche | UMP            |                            |
| mai 2008                                 | mai 2020  | Serge Guinchard | Sans étiquette | Retraité Fonction publique |
| mai 2020                                 | En cours  | Corinne Paratte |                |                            |
| Les données manquantes sont à compléter. |           |                 |                |                            |

## Démographie
L'évolution du nombre d'habitants est connue à travers les recensements de la population effectués dans la commune depuis 1793. Pour les communes de moins de 10 000 habitants, une enquête de recensement portant sur toute la population est réalisée tous les cinq ans, les populations de référence des années intermédiaires étant quant à elles estimées par interpolation ou extrapolation. Pour la commune, le premier recensement exhaustif entrant dans le cadre du nouveau dispositif a été réalisé en 2007.

En 2022, la commune comptait 455 habitants, en évolution de +8,08 % par rapport à 2016 (Doubs : +1,88 %, France hors Mayotte : +2,11 %).
| 1793 | 1800 | 1806 | 1821 | 1831 | 1836 | 1841 | 1846 | 1851 |
| ---- | ---- | ---- | ---- | ---- | ---- | ---- | ---- | ---- |
| 183  | 194  | 217  | 189  | 228  | 229  | 205  | 203  | 223  |

| 1856 | 1861 | 1866 | 1872 | 1876 | 1881 | 1886 | 1891 | 1896 |
| ---- | ---- | ---- | ---- | ---- | ---- | ---- | ---- | ---- |
| 231  | 243  | 245  | 223  | 215  | 269  | 248  | 250  | 278  |

| 1901 | 1906 | 1911 | 1921 | 1926 | 1931 | 1936 | 1946 | 1954 |
| ---- | ---- | ---- | ---- | ---- | ---- | ---- | ---- | ---- |
| 259  | 228  | 219  | 189  | 170  | 165  | 176  | 170  | 199  |

| 1962 | 1968 | 1975 | 1982 | 1990 | 1999 | 2006 | 2007 | 2012 |
| ---- | ---- | ---- | ---- | ---- | ---- | ---- | ---- | ---- |
| 149  | 139  | 146  | 190  | 243  | 295  | 330  | 335  | 385  |

| 2017 | 2022 | - | - | - | - | - | - | - |
| ---- | ---- | - | - | - | - | - | - | - |
| 433  | 455  | - | - | - | - | - | - | - |

## Lieux et monuments
- Église Saint-Claude au clocher comtois "à l'Impériale".
- Statue de l'abbé Claude Ignace Tournier, né à Noël-Cerneux en 1766, fusillé à Besançon en 1793 pour avoir refusé le serment de la constitution civile du clergé.
- Monument aux morts.
- Étang des Belles Seignes et tourbières, partagés avec la commune du Bélieu.

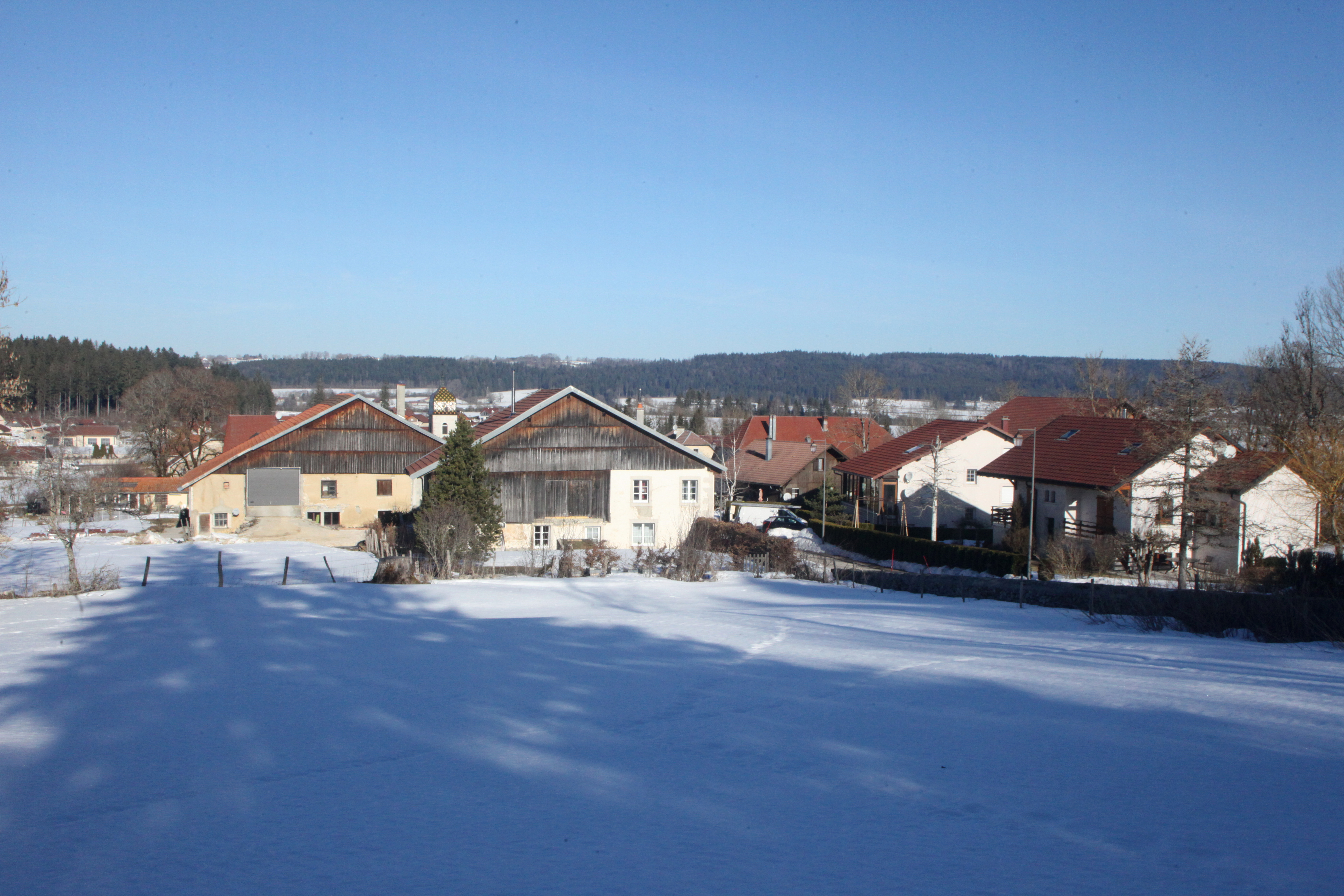
Vue en hiver.
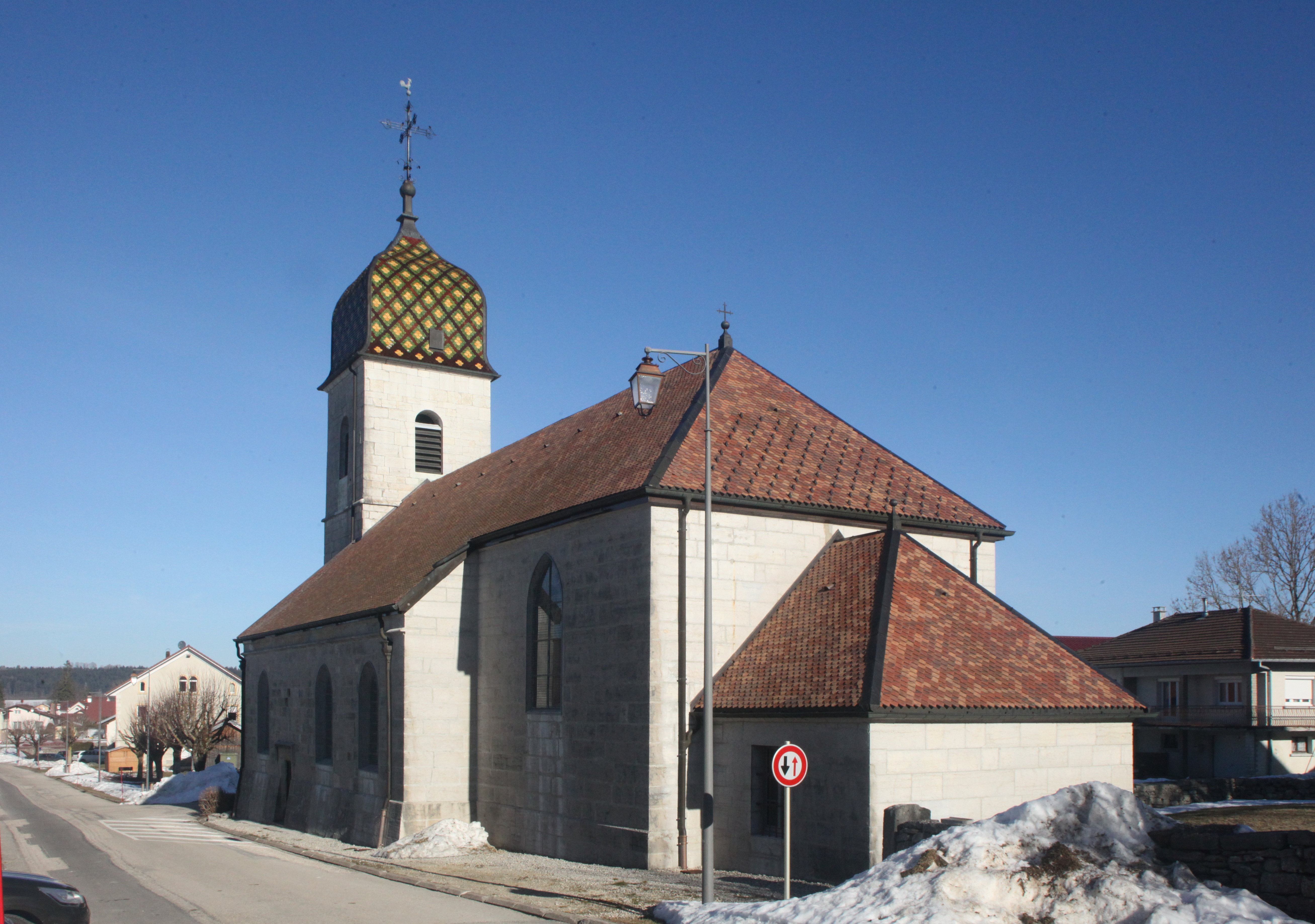
Eglise.
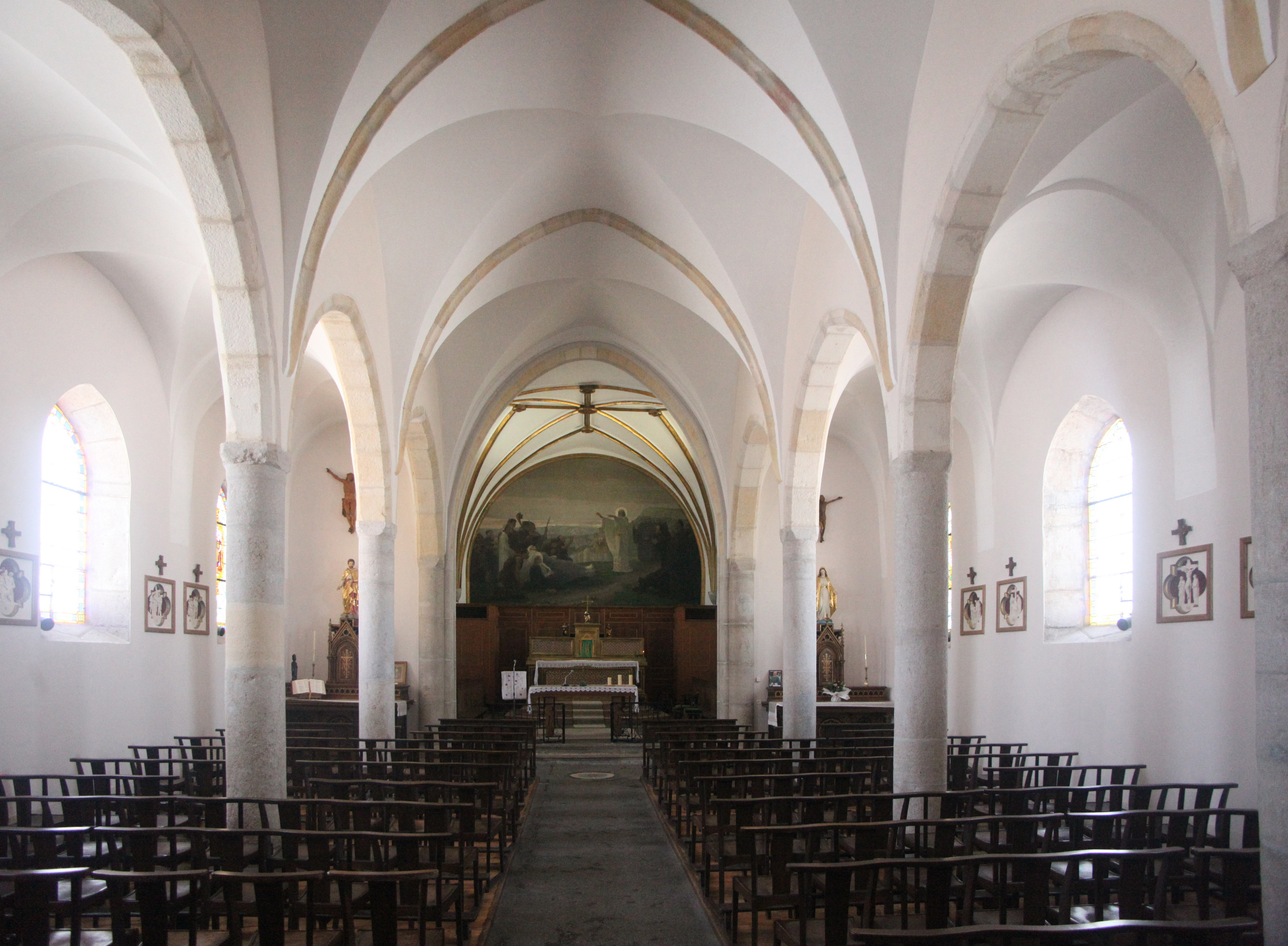
Intérieur de l'église.
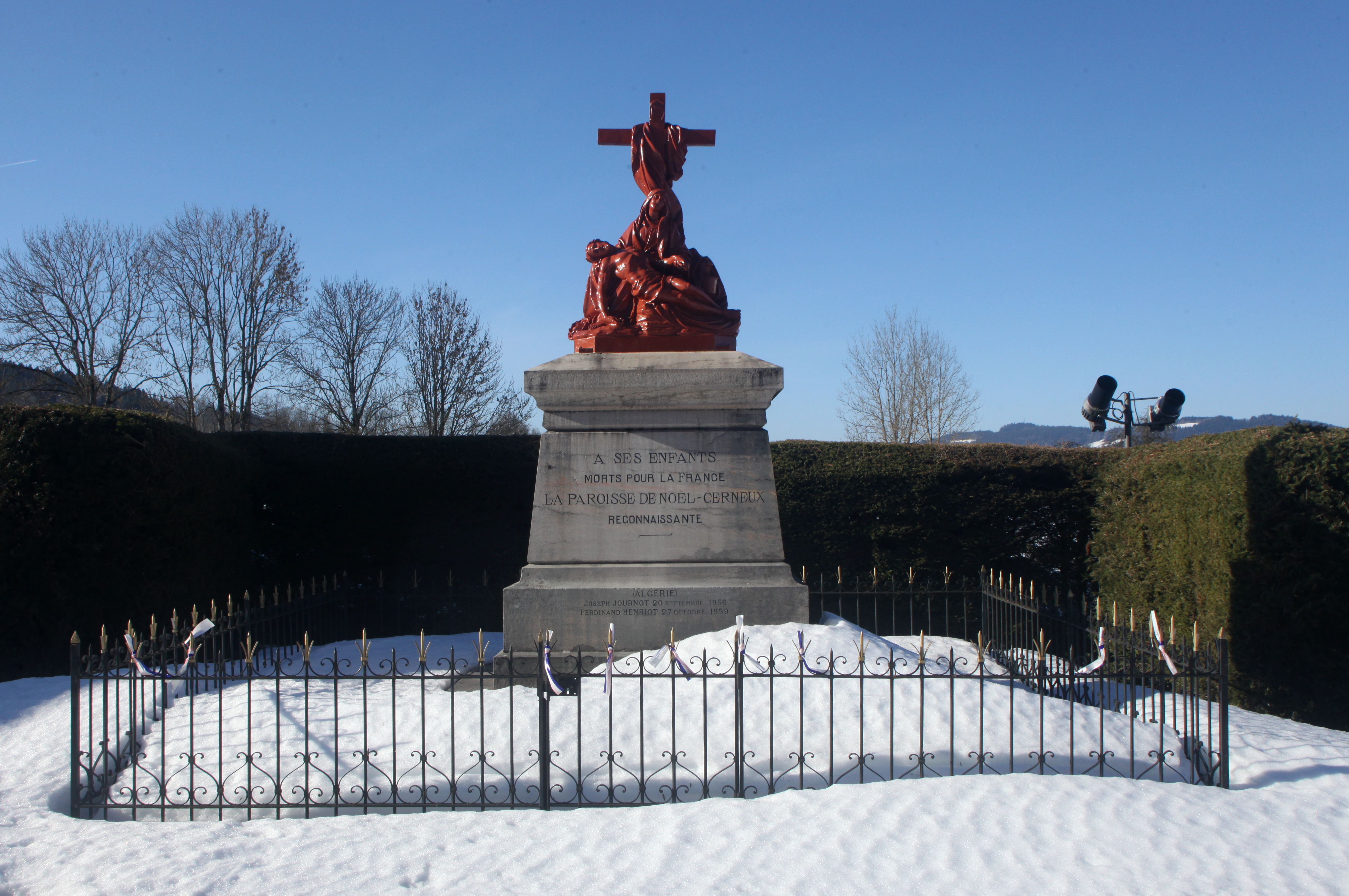
Monument aux morts.
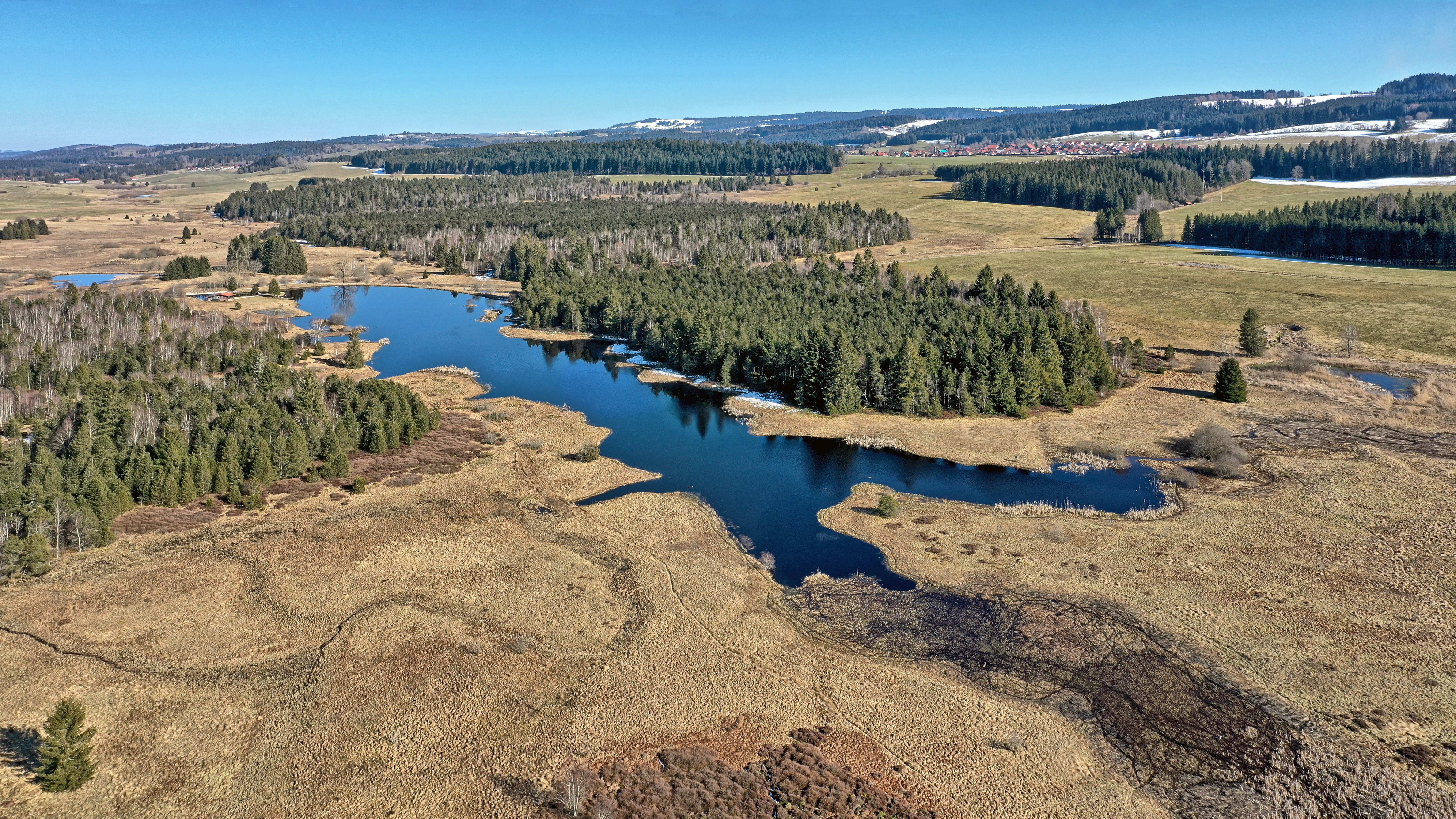
Étang des Belles Seignes.

## Personnalités liées à la commune
- François Cuenot, né à Noël-Cerneux 1618, sculpteur dans le Doubs qui s'installa en 1638 auprès de la Cour des ducs Savoie qui en firent leur architecte. Décédé en 1686 à Chambéry. Il est l'auteur d'un Livre d'architecture (1659).
- Claude-François Joseph Louis Receveur, frère franciscain, né en 1757 à Noël-Cerneux, naturaliste et aumônier de La Pérouse et le premier prêtre catholique et le premier scientifique enterré en Australie[20].
- Joseph Receveur, curé de Bonnétage puis directeur de Grand Séminaire de Besançon, né en 1765 à Noël-Cerneux, décédé en 1814 à Luxeuil.
- Victor Ferréol Gannard (1795-1856), né à Noël-Cerneux, aventurier.